# Wekamiris auropilosus
Wekamiris auropilosus är en insektsart som beskrevs av Alan C. Eyles och Carvalho 1995. Wekamiris auropilosus ingår i släktet Wekamiris och familjen ängsskinnbaggar. Inga underarter finns listade i Catalogue of Life.